# نانپا
نانپا (به ژاپنی: ナンパ Nanpa))، در فرهنگ ژاپنی نوعی لاس‌زنی و اغواگری است که در میان نوجوانی و افراد بیست و سی ساله‌شان رایج است.